# Kościół Starokatolicki Ameryki Północnej
Kościół Starokatolicki Ameryki Północnej (ang: The North American Old Roman Catholic Church) – Kościół starokatolicki działający na terenie Stanów Zjednoczonych Ameryki. Zwierzchnikiem Kościoła Starokatolickiego Ameryki Północnej jest arcybiskup Edward James Ford.
Katedrą Kościoła jest kościół Najświętszego Sakramentu w Sanford.

## Historia
Kościół Starokatolicki Ameryki Północnej został utworzony w 1914 r. przez biskupa Rudolpha de Landas Berghesa, konsekrowanego przez Arnolda Harrisa Mathewa 29 czerwca 1913 r. Biskup Berghes wyemigrował do Stanów Zjednoczonych z powodów politycznych w Europie w pierwszych latach po I wojnie światowej. Biskup Berghes był poddanym Imperium Austro-Węgierskiego, z którym spora część Europy była w stanie wojny; był związany z większością królewskich domów w Europie, w tym z rodziną królewską Anglii. Z pomocą rodziny królewskiej, rządu brytyjskiego, rządu Stanów Zjednoczonych oraz bezpośredniej współpracy Kościoła anglikańskiego i Kościoła episkopalnego biskup Berghes opuścił Anglię i zamieszkał w Stanach Zjednoczonych. Osiedlił się najpierw w Nowym Jorku, później w Waukegan, Illinois, później nadal w Chicago, Illinois, a wreszcie w Filadelfii w Pensylwanii, gdzie zmarł w 1920 roku. Biskup Berghes natychmiast rozpoczął misję Kościoła Starokatolickiego Ameryki Północnej i 4 października 1916 r. konsekrował na biskupa Carmela Henry Carfora, byłego rzymskokatolickiego duchownego. Biskup Berghes w 1919 r. rekoncyliował i powrócił do Kościoła rzymskokatolickiego.
Carmel Henry Carfora zastąpił arcybiskupa Berghesa, pełniąc funkcję zwierzchnika Kościoła Starokatolickiego Ameryki Północnej od 12 października 1919 r. aż do śmierci, tj. 11 stycznia 1958 r. Sprawował ten urząd przez ponad 38 lat. Arcybiskup Carfora przewodniczył Kościołowi podczas jego największej ekspansji misyjnej i działalności, kierując apostolską pracą i wzrostem Kościoła w Stanach Zjednoczonych, Kanadzie, Meksyku, Karaibach, Europie, Ameryce Południowej, a nawet w niektórych częściach Afryki i Azji. Arcybiskup Carfora zmarł w Chicago w wieku 78 lat, po długiej walce z wieloma chorobami.
Następca arcybiskupa Carfory – Hubert Augustus Rogers – piastował swój urząd od 1958 r. aż do 1972 r., kiedy to zrezygnował z urzędu Zwierzchnika i wyjechał do Indii, skąd pochodził. Tam prowadził działalność eklezjalną do 1976 roku, kiedy to 25 sierpnia zmarł. Na urzędzie Zwierzchnika Kościoła Starokatolickiego Ameryki Północnej zastąpił go jego syn, James Hubert Rogers. Przez większość swojego urzędowania, arcybiskup James Rogers borykał się z problemem, który nękał wszystkie związki wyznaniowe w USA od późnych lat 60. XX wieku. Społeczeństwo amerykańskie lat siedemdziesiątych charakteryzowało się hasłem „Bóg nie żyje” i panującym przekonaniem, że Kościół stał się nieistotny w tak „oświeconym świecie i pokoleniu”. Pomimo postępującej laicyzacji arcybiskup James Rogers mocno trzymał się wiary katolickiej i historycznej pozycji północnoamerykańskiego Kościoła starokatolickiego i stał na straży jedności wspólnoty, inicjując szereg nowych misji i projektów. Po osiągnięciu wieku 70 lat i po 18 latach urzędowania abp James Rogers ustąpił z urzędu Zwierzchnika.
Następca arcybiskupa Rogersa, biskup Herve Lionel Quessy z Montrealu, został wybrany na Zwierzchnika Kościoła Starokatolickiego Ameryki Północnej 1 września 1990 r. Arcybiskup Quessy piastował urząd zaledwie 8 miesięcy, gdy zmuszony pogarszającym się stanem zdrowia, zmuszony był ustąpić z urzędu.
1 września 1991 r. biskup Edward James Ford z Bostonu w stanie Massachusetts został wybrany na następcę arcybiskupa Quessy. W czasie swojego pontyfikatu, arcybiskup Ford przewodniczył Kościołowi, który przechodził swój kryzys, który rozpoczął się od śmierci arcybiskupa Jamesa Rogersa w styczniu 1991 r., wraz z trudnościami, które wystąpiły podczas krótkiego prymatu arcybiskupa Quessy i późniejszych schizmatyckich działań niektórych duchownych Nowego Jorku i francuskiej Kanady.  W 2002 r. ze względu na swój stan zdrowia abdykował z urzędu Zwierzchnika Kościoła. Wtedy na urząd Zwierzchnika wybrano biskupa Edmunda F. Leemana który piastował swój urząd aż do śmierci, tj. do roku 2006.
W 2007 roku arcybiskup Ford ponownie na prośbę Synodu Kościoła, został Zwierzchnikiem Kościoła Ameryki Północnej.
Po objęciu zwierzchnictwa w Kościele przez abp. Forda, Seminarium św. Franciszka z Asyżu zostało zreorganizowane i przywrócone do zasadniczej roli w życiu Kościoła; zainaugurowano nowe metody komunikacji: strony internetowe, blogi, spotkania, biuletyn kościelny. Uruchomiono kościelne wydawnictwo, które wydaje w formie papierowej literaturę starokatolicką.
Kościół Starokatolicki Ameryki Północnej nie pozostaje w komunii z żadnym innym Kościołem Starokatolickim.

## Nauka Kościoła
Doktryna starokatolicka opiera się na nauce niepodzielonego Kościoła Powszechnego pierwszych wieków, ujętej w ustaleniach Soborów Ekumenicznych. Starokatolicy najwyższą cześć oddają Bogu, wyznają wiarę w realną obecność ciała i krwi pańskiej w Eucharystii, zaś komunia jest udzielana pod dwiema postaciami: chleba i wina. Eucharystia nie jest w starokatolicyzmie powtórzeniem ofiary Chrystusa, a jej upamiętnieniem czy też uobecnieniem. W starokatolicyzmie istnieje również kult Maryi Panny, jednak odrzucany jest dogmat o jej Niepokalanym Poczęciu i Wniebowzięciu, zniesione zostały dogmaty przyjęte przez Kościół zachodni po rozłamie z Kościołem wschodnim. Starokatolicy oddają cześć także aniołom, apostołom, męczennikom i świętym. Kościół umożliwia spowiedź w konfesjonale, ale wiernym odpuszcza się grzechy także w trakcie mszy podczas spowiedzi powszechnej. Kościoły starokatolickie nie uznają nieomylności i władzy papieży. Kościół Starokatolicki Ameryki Północnej jest Kościołem konserwatywnym - całkowicie sprzeciwia się udzielaniu święceń kapłańskim kobiet oraz błogosławieństwu parom homoseksualnym.
Kościół Starokatolicki Ameryki Północnej w przeciwieństwie do większości wspólnot starokatolickich w USA, podtrzymuje konserwatywne stanowisko w kwestiach nauki i wiary, czemu daje przykład w opracowaniach i dokumentach kościelnych, które regulują działalność eklezjalną tego Kościoła.

## Duchowni
Duchownym Kościoła Starokatolickiego może być mężczyzna, który ukończył odpowiednie wyższe studia teologiczne na uniwersytecie oraz zdał Egzamin Kościelny dopuszczający do święceń. Biskupem w Kościele starokatolickim może być kapłan wybrany przez Synod Ogólnokrajowy, konsekrowany przez przynajmniej trzech biskupów. Kapłanów nie obowiązuje celibat. W Kościele obowiązują stroje liturgiczne podobne jak w Kościele rzymskokatolickim.

## Administracja
Kościół Starokatolicki Ameryki Północnej posiada 11 jednostek prawnych, w tym 9 parafii (kaplic oraz oratoriów). W Kościele jest 7 duchownych (w tym 2 biskupów).